# DJ BoBo

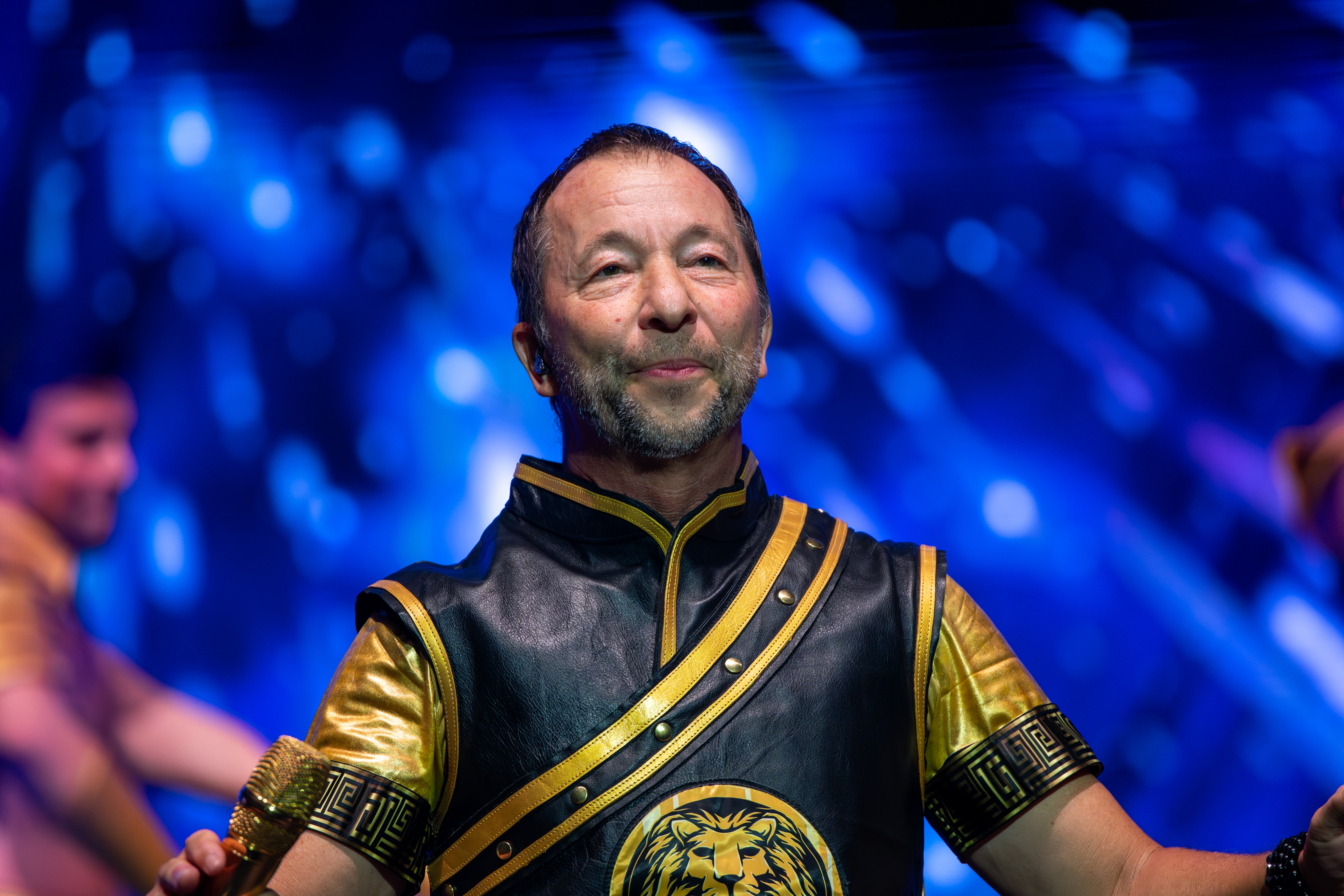
DJ BoBo, in Gdańsk, 2024

René Baumann (Kölliken, Zwitserland, 5 januari 1968) behaalde onder het pseudoniem DJ BoBo begin jaren 1990 verschillende eurodance successen. Baumann is de schrijver van zijn tracks en is daarop te horen als rapper.
De zoon van een Zwitserse moeder en Italiaanse vader begon, nadat hij de banketbakkersopleiding gevolgd had, zijn muziekcarrière in Zwitserland met een paar minder succesvolle singles. Een doorbraak volgt bij het uitbrengen van Somebody Dance with Me, waarin duidelijk een sample te horen is van Rockwell en Michael Jacksons Somebody's Watching Me. Deze single haalde in veel landen een Top 10 notering én zelfs een eerste plaats. Baumann moest de single echter weer uit de winkels halen omdat hij plagiaat had gepleegd en ongevraagd deze sample had gebruikt in zijn nummer. Hierna heeft hij een reeks singles uitgebracht, waaronder ook nog een aantal (grote) hits.
In het Nederlandstalig gebied is na halverwege de jaren 1990 weinig meer van hem vernomen, hoewel hij nog steeds sterrenstatus geniet en regelmatig singles, boeken, dvd's uitbrengt in Duitstalige landen. Op Duitstalige shows tijdens nieuwjaar treedt Baumann geregeld op als DJ BoBo. Het is onduidelijk waarom DJ BoBo van begin af aan zo uitdrukkelijk met de jaarwisseling wordt geassocieerd.
In 2002 vroeg Coca-Cola of Baumann een track voor een Spaanse reclamecampagne wilde opnemen. Deze track Chihuahua werd internationaal een grote hit, maar niet in Nederland. Vanaf 2003 tot maart 2006 toerde hij met zijn muziekshow Pirates of Dance door Europa.
In 2007 vertegenwoordigde DJ BoBo zijn land Zwitserland op het Eurovisiesongfestival te Helsinki. Zijn liedje heet "Vampires are alive".

## Discografie

### Albums
- Dance With Me (1993)
- There Is A Party (1994)
- Just For You (1995)
- World In Motion (1996)
- Magic (1998)
- The Ultimate Megamix '99 (1999)
- Level 6 (1999)
- Planet Color (2001)
- Celebration (2002)
- Visions (2003)
- Chihuahua - The Album (2003)
- Live In Concert (2003)
- Pirates Of Dance - The 10th Album (2005)
- Vampires (2007)
- Fantasy (2010)
- "Dancing Las Vegas" (2011)

### Singles
| Single met eventuele hitnotering(en) in de Nederlandse Top 40 | Datum van verschijnen | Datum van binnenkomst | Hoogste positie | Aantal weken | Opmerkingen             |
| ------------------------------------------------------------- | --------------------- | --------------------- | --------------- | ------------ | ----------------------- |
| Somebody Dance with Me                                        | 1993                  | 2-10-1993             | 4               | 12           | Alarmschijf             |
| Keep On Dancing                                               | 1993                  | 6-11-1993             | 10              | 8            |                         |
| Take Control                                                  | 1993                  | 12-2-1994             | 25              | 5            |                         |
| Everybody                                                     | 1994                  | 16-7-1994             | 10              | 12           |                         |
| Let The Dream Come True                                       | 1994                  | 29-10-1994            | 13              | 7            | Dancesmash op Radio 538 |
| Love Is All Around                                            | 1995                  | 25-2-1995             | 35              | 3            |                         |
| There Is A Party                                              | 1995                  | 24-6-1995             | 20              | 5            | Alarmschijf             |
| Freedom                                                       | 1995                  | 14-10-1995            | 21              | 7            |                         |
| Chihuahua                                                     | 4-2003                |                       | tip             |              |                         |

| Single met hitnotering(en) in de Vlaamse Ultratop 50 | Datum van verschijnen | Datum van binnenkomst | Hoogste positie | Aantal weken | Opmerkingen |
| ---------------------------------------------------- | --------------------- | --------------------- | --------------- | ------------ | ----------- |
| There Is A Party                                     | 1994                  | 01-07-1995            | 9               | 15           |             |
| Pray                                                 | 1996                  | 26-10-1996            | 15              | 14           |             |
| Love Is All Around                                   | 1994                  | 01-04-1995            | 18              | 5            |             |
| Lies                                                 | 1999                  | 22-01-2000            | tip14           |              |             |
| Chihuahua                                            | 2002                  | 15-03-2003            | 8               | 12           |             |

- Somebody Dance With Me (1993)
- Keep On Dancing (1993)
- Take Control (1993)
- Everybody (1994)
- Let The Dream Come True (1994)
- Love Is All Around (1995)
- There Is A Party (1995)
- Freedom (1995)
- Love Is The Price (1996)
- Pray (1996)
- Respect Yourself (1997)
- It's My Life (1997)
- Shadows Of The Night (1997)
- Where Is Your Love (1998)
- Around The World (1998)
- Celebrate (1998)
- Together (1999)
- Lies (1999)
- What A Feeling (2001)
- Hard To Say I'm Sorry (2001)
- Colors Of Life (2001)
- Celebration (2002)
- I Believe (2003)
- Chihuahua (2003)
- Pirates Of Dance (2005)
- Amazing Life (2005)
- Secrets Of Love (2006)
- Vampires Are Alive (2007)
- Superstar (2010)